# O Crédito

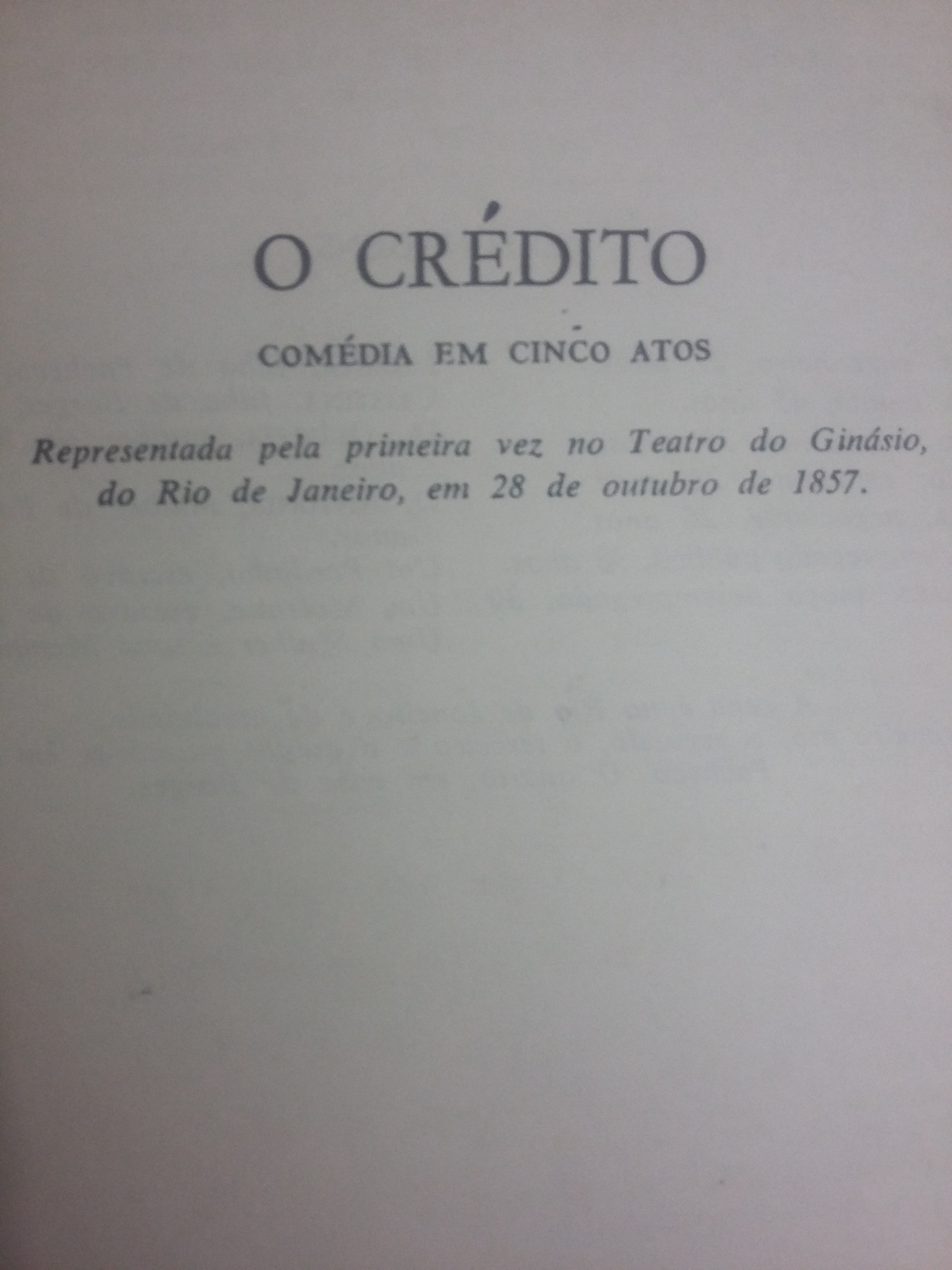
Terceira peça do escritor brasileiro José de Alencar

O Crédito é uma peça de José de Alencar escrita em 1857 e lançada logo após O Demônio Familiar. A terceira peça do autor é uma comédia em cinco atos que não obteve sucesso de púbico, tendo sido encenada apenas poucas vezes após sua estreia. 
A peça estreou em 28 de outubro de 1857 e foi encenada apenas outras duas vezes, logo após a semana de lançamento, ainda em outubro. Após o fracasso ante o público, foi retirada de cartaz. O fracasso repentino de O Crédito sucedeu o sucesso de O Demônio Familiar e fez com que José de Alencar encerrasse sua carreira como dramaturgo com apenas três peças escritas.

## Ambientação
A peça é ambientada no Rio de Janeiro do século XIX. Lugares como a Rua do Ouvidor são citados para compor diálogos e fazer referências ao estilo da época à qual as personagens pertencem.
O primeiro ato, o segundo, o terceiro e o quinto passam-se na casa de Pacheco. Apenas o quarto acontece fora desse núcleo, situando-se na casa de Borges.

## Tema Principal
Seu tema central são as relações comerciais e sociais estabelecidas entre um rico comerciante, cujos filhos herdariam duzentos contos cada um, e indivíduos que desenvolvem artimanhas para se apoderar de parte da fortuna.

## Sinopse
O Crédito é uma comédia que analisa a vida social da burguesia carioca em meados do século XIX a partir do núcleo familiar. O tema da peça gira em torno das tentativas de várias pessoas em se apoderarem de parte da fortuna de um comerciante rico. 
A peça discute, a partir da perspectiva da moral, a questão da supervalorização do dinheiro entre as relações pessoais na época. O casamento motivado por interesses financeiros também é um tema trabalhado por José de Alencar na peça. O autor aborda essa temática a partir das personagens Julieta e Cristina com seus respectivos pares românticos, Oliveira e Hipólito.  
"Pois é o crédito social que funciona. O sentimento aí é apenas o meio de manter relações que são habilmente exploradas. O homem gasto que vai casar com uma moça rica, tem a esperança de um dote e saca sobre essa esperança como sobre um depósito. A menina que muitas vezes por ordem de sua mãe dá a sociedade o espetáculo de um namoro ridículo com um moço rico, faz supor um casamento que deve ser para seus pais uma caução de dívidas já contraídas". (ALENCAR, 1977, p. 119).
As relações de interesses são impulsionadas tanto por personagens de modo individual, quanto de todo o núcleo familiar. O crédito, forma de transação econômica em voga no século XIX, foi utilizado por José de Alencar para criar paralelos com as transações amorosas e sociais. 

## Personagens
A peça conta com 14 personagens, dos quais 10 são principais e 4 são coadjuvantes 

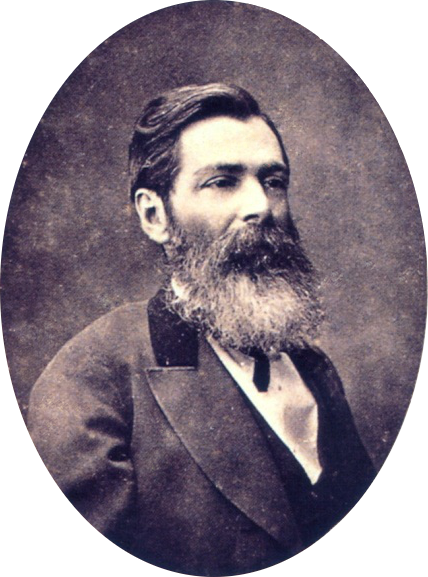
José de Alencar

### Personagens Principais
| Personagens | Função / Papel        | Idade   |
| ----------- | --------------------- | ------- |
| RODRIGO     | Engenheiro            | 27 anos |
| MACEDO      | Agiota                | 45 anos |
| PACHECO     | Capitalista           | 59 anos |
| HIPÓLITO    | Estudante de Medicina | 23 anos |
| OLIVEIRA    | Negociante            | 26 anos |
| BORGES      | Empregado público     | 38 anos |
| GUIMARÃES   | Moço desempregado     | 30 anos |
| JULIETA     | Filha de Pacheco      | 18 anos |
| CRISTINA    | Filha de Borges       | 16 anos |
| D. OLÍMPIA  | Mulheres de Borges    | 32 anos |
| D. ANTÔNIA  | Mulher de Pacheco     | 40 anos |

### Personagens Coadjuvantes
| Personagens  | Função / Papel                    |
| ------------ | --------------------------------- |
| Homem adulto | Escravo de Pacheco                |
| Homem jovem  | Escravo de Borges                 |
| Mulher       | Participação coadjuvante no ato I |
| Menina cega  | Participação coadjuvante no ato I |

## Crítica
No final de 1857, Alencar toma como tarefa pessoal contribuir para a criação de uma dramaturgia nacional. Em poucos meses, o autor estreou  três comédias suas. A primeira delas, Rio de Janeiro: verso e reverso foi impulsionada pela propaganda boca a boca, alcançando sucesso de público. Em seguida, O Demônio Familiar seguiu pelo mesmo caminho e foi um verdadeiro sucesso não só com o público, mas também com a crítica.

Após a boa aceitação desses dois primeiros trabalhos, seguiu-se o lançamento de O crédito. Essa peça teve papel fundamental na carreira de Alencar como dramaturgo que, após seu fracasso, abandonou a empreitada.
"Em 1858, encaminha ao Conservatório Dramático, órgão oficial responsável pela aprovação ou censura dos espetáculos, os originais daquele que o escritor nomeava como sua última peça teatral, acompanhada de uma justificativa na qual anunciava o fim de sua carreira como dramaturgo e os motivos que acreditava serem suficientes para tal decisão". (REIS, 2013)

## Influências

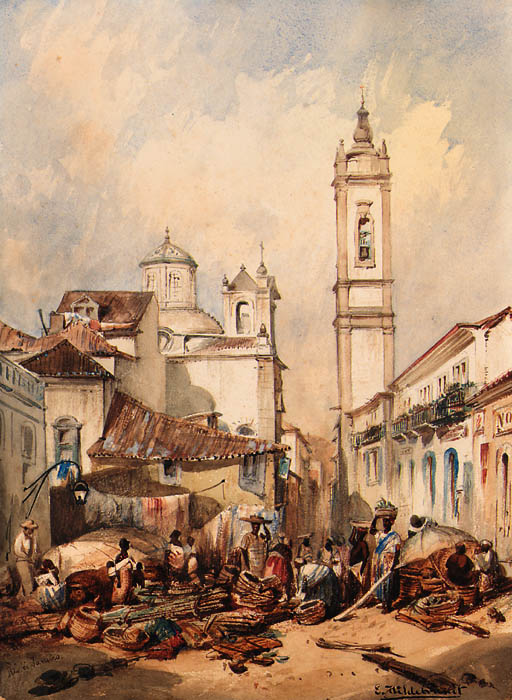
Rua do Ouvidor - século XIX

Alencar considerava o teatro francês como um exemplo a ser seguido pelo teatro no Brasil. Influenciado pelo estilo europeu, que aproximava a dramaturgia do palco ao cotidiano, com naturalidade tanto na encenação quanto nos diálogos, José de Alencar deixa essas características transparecerem em suas peças.

Fortemente influenciado por Dumas Filho, a escrita teatral de Alencar estabelece relações estreitas com as peças do escritor francês, como, por exemplo, em La question d’argent e em O crédito.
"Para Alencar, a influência do teatro realista francês era primordial para que o teatro brasileiro alcançasse sucesso e se aproximasse do cotidiano da vida brasileira. Como consequência, a naturalidade, na encenação e nos diálogos, era de suma importância para que a peça fluísse sem exageros". (SOUSA, 2013)
Por conta dessa influência, muitas críticas foram direcionadas a Alencar. O escritor, no entanto, respondia as críticas de forma incisiva, e as evidenciou não apenas no teatro como também em seus romances. Para ele, não havia meios de separar tais aspectos da sociedade da época de sua narrativa. 
A questão da influência francesa na cultura da sociedade fluminense era evidente e era representada nos costumes da época, enraizando-se ainda mais na burguesia da então capital brasileira.